# Посольство ПАР в Україні
Посольство Південно-Африканської Республіки в Києві — офіційне дипломатичне представництво Південно-Африканської Республіки в Україні, відповідає за підтримку та розвиток відносин між ПАР та Україною.

## Історія дипломатичних відносин
Південно-Африканська Республіка визнала незалежність України 14 лютого 1992 року. 16 березня 1993 року було встановлено дипломатичні відносини між Україною та ПАР.
Посольство ПАР у Києві працює з жовтня 1992 року. Перший посол Південної Африки — Діон ван Скуер — вручив вірчі грамоти Президенту України 18 березня 1993 року. 5 жовтня 1993 року відбулося підписання Протоколу про дружбу та співробітництво між Києвом та Преторією.

## Посли ПАР в Україні
1. Діон ван Скуер (Deon van Schoor) (1993—1995), посол[2]
2. Ілія дю Буіссон (Ilia du Buisson) (1995-1996) т.п.
3. Хуесен Пітер фан Рензбург (Peter Fan Renzburg Huesen) (1996—1998)
4. Девід де Вільє дю Буіссон (David de Villa du Buisson) (1998—1999) т.п.
5. Деларей Ван Тондер (Delarey Van Tonder) (1999—2004)
6. Ашраф Сентсо (Ashraf Sentso) (2004—2008)
7. Андріс Фентер (Andris Fenter) (2008—2012)
8. Чупу Стенлі Матабата (Chupu Stan Mathabatha) (2012—2013)[3]
9. Тандо Даламба (Tando Dalamba) (2013—2014) т.п.
10. Христіан Альбертус Бассон (Christiaan Albertus Basson) (2014[4]-2018)
11. Номонді Мджолі (2018-2019) т.п.
12. Андре Йоганнес Хруневалд (Andre Johannes Groenewald) (2019-2023)[5][6].
13. Шуейб Касу (Shoayb Casoo) (2023-)[7]

## Почесне консульство ПАР в Одесі
Україна, м. Одеса, вул. Маразліївська, 2, кв. 8;

Почесний консул — пані Поплавська Лариса Михайлівна